# Chris Eißler
Chris René Eißler (* 19. Januar 1993 in Zwickau) ist ein ehemaliger deutscher Rennrodler.
Chris Eißler startete für den ESV Lok Zwickau und besuchte die Eliteschule des Wintersports in Oberwiesenthal. Er betrieb seit 2001 den Rennrodelsport. Eißler gewann bei seinem Einstand in den Rennrodel-Weltcup 2013 in Winterberg überraschend das witterungsbedingt auf einen Durchgang reduzierte Weltcuprennen der Herren-Einsitzer und ließ dabei unter anderem die Olympiasieger und Weltmeister Armin Zöggeler, David Möller und Felix Loch hinter sich.
Schon bei den Junioren erreichte Eißler früh erste Erfolge. Bei den Junioren-Europameisterschaften 2011 in Igls verpasste er als Viertplatzierter nur knapp eine Medaille, bei den Weltmeisterschaften in Oberhof belegte er Rang fünf. 2012 wurde er bei der EM in Winterberg erneut Vierter, in Königssee bei der WM Sechster. 2013 gewann Eißler bei den Junioren-Europameisterschaften in Oberhof hinter Emanuel Rieder die Silbermedaille, bei den Weltmeisterschaften in Park City fuhr er auf den 12. Rang. Im Weltcup der Jugend A debütierte Eißler in der zweiten Hälfte der Saison 2009/10 und gewann sogleich zwei Rennen in Königssee und Oberhof und wurde bei Einsätzen in nur drei von sechs Rennen Vierter der Gesamtwertung. In der darauffolgenden Saison 2010/11 gewann er die Gesamtwertung des Jugend A Weltcups. In der Saison 2011/12 gewann er zwei Rennen in Park City und am Ende die Gesamtwertung der  Junioren-Rennserie, 2012/13 das Rennen in Winterberg, in der Gesamtwertung wurde er hinter Florian Berkes Zweiter.
Nach der Saison 2021/22 und der verpassten Qualifikation für die Olympischen Winterspiele 2022 beendete er seine Karriere.
Eißler ist Sportsoldat der Bundeswehr-Sportfördergruppe im sächsischen Frankenberg.

## Erfolge

### Weltcupsiege
Einsitzer
| Nr. | Datum         | Ort        | Bahn               |
| --- | ------------- | ---------- | ------------------ |
| 1.  | 30. Nov. 2013 | Winterberg | Bobbahn Winterberg |